# OpenOffice.org XML
OpenOffice.org XML è un formato aperto di file basato su XML, sviluppato come sforzo comune di una comunità

da Sun Microsystems ed altri contributori del progetto OpenOffice.org nel 2000-2002. La suite software open source OpenOffice.org 1.x e StarOffice 6 utilizzano il formato in argomento come il loro formato file nativo e di default per il salvataggio dei file. Nel 2005, OpenOffice.org (dalla versione 2.0) e StarOffice (dalla versione 8) sono passati al nuovo formato file standardizzato - OpenDocument, come loro nativo formato standard.

 
Il formato XML di OpenOffice.org non è più ampiamente usato, ma è ancora supportato nelle recenti versioni di OpenOffice.org, StarOffice e altri software.
Il formato OpenDocument (ISO/IEC 26300:2006) è basato su OpenOffice.orgXML e questi formati sono molto simili in molti altri settori tecnici.
 Tuttavia, OpenDocument non è lo stesso vecchio formato di OpenOffice.org XML e questi formati non sono direttamente compatibili.
I membri sviluppatori di StarOffice e successivamente di OpenOffice.org adottarono XML per sostituire il vecchio formato binario di StarOffice. L'obiettivo era di avere una specifica completa che comprende tutte le componenti StarOffice (e poi OpenOffice.org), e per fornire uno standard aperto per i documenti delle suite office. 
La bozza della specifica XML di OpenOffice.org era conosciuta anche come StarOffice XML File Format.

## Formati File
Il formato usa l'XML per la descrizione documenti. Per minimizzare lo spazio, i file sono compressi in un archivio e agli stessi dato un suffisso file a seconda del tipo di dato in essi contenuto.
| tipo File         | componenti OpenOffice.org/StarOffice | suffissi File (template) | MIME                                                                     |
| ----------------- | ------------------------------------ | ------------------------ | ------------------------------------------------------------------------ |
| Testo             | Writer                               | sxw (stw)                | application/vnd.sun.xml.writer application/vnd.sun.xml.writer.template   |
| Foglio di calcolo | Calc                                 | sxc (stc)                | application/vnd.sun.xml.calc application/vnd.sun.xml.calc.template       |
| Disegno           | Draw                                 | sxd (std)                | application/vnd.sun.xml.draw application/vnd.sun.xml.draw.template       |
| Presentazione     | Impress                              | sxi (sti)                | application/vnd.sun.xml.impress application/vnd.sun.xml.impress.template |
| Formula           | Math                                 | sxm                      | application/vnd.sun.xml.math                                             |
| documento Master  | Writer                               | sxg                      | application/vnd.sun.xml.writer.global                                    |
| HTML              | Writer                               | html (stw)               | text/html application/vnd.sun.xml.writer.web                             |

## Implementazioni
- Abiword (SXW)[10] - free software
- EditGrid Viewer (SXC)[11] - applicazione online (web)
- Gnumeric (SXC)[12] - free software
- Google Docs (SXW, solo importazione) - applicazione online
- KOffice (SXW, SXC, SXI) - free software
- LibreOffice (Come di versione 4.3 solo importazione)
- OpenOffice.org - free software
- StarOffice - software commerciale
- SoftMaker Office 2006 - TextMaker 2006 (SXW, solo importazione) - freeware[13]; SoftMaker Office 2008 e le successive sono commerciali
- TextMaker Viewer (SXW, sola visualizzazione)[14] - freeware
- Visioo-Writer (supporto limitato) - free software
- Zoho Office (SXW, SXC, SXI - gestione completa)[15][16][17] - applicazione online; Zoho Viewer (SXW, SXC, SXI - visualizza/converte file) - applicazione online[18][19]; Zoho QuickRead - un plug-in (estensione) di Firefox/Internet Explorer per Viewer Online[20]